# Souroubea vallicola
Souroubea vallicola là một loài thực vật có hoa trong họ Marcgraviaceae. Loài này được Woodson ex de Roon miêu tả khoa học đầu tiên năm 1969.